# Syrphus nigrilinearus
Syrphus nigrilinearus är en tvåvingeart som beskrevs av Huo, Ren och Zheng 2007. Syrphus nigrilinearus ingår i släktet solblomflugor, och familjen blomflugor. Inga underarter finns listade i Catalogue of Life.